# Craig McCracken
Craig McCracken (Charleroi, 31 de marzo de 1971) es un director de animación, productor, guionista y animador estadounidense, conocido como el creador de las series animadas The Powerpuff Girls, Foster's Home for Imaginary Friends, Wander Over Yonder y Kid Cosmic.
Considerado como «uno de los creadores más exitosos de series animadas de comedia episódica», su estilo estuvo «a la vanguardia» de una nueva ola de animaciones estrenadas en la década de 1990 (junto con el de otros, como Genndy Tartakovsky) y ha sido reconocido como «un elemento esencial de la televisión animada estadounidense».

## Biografía

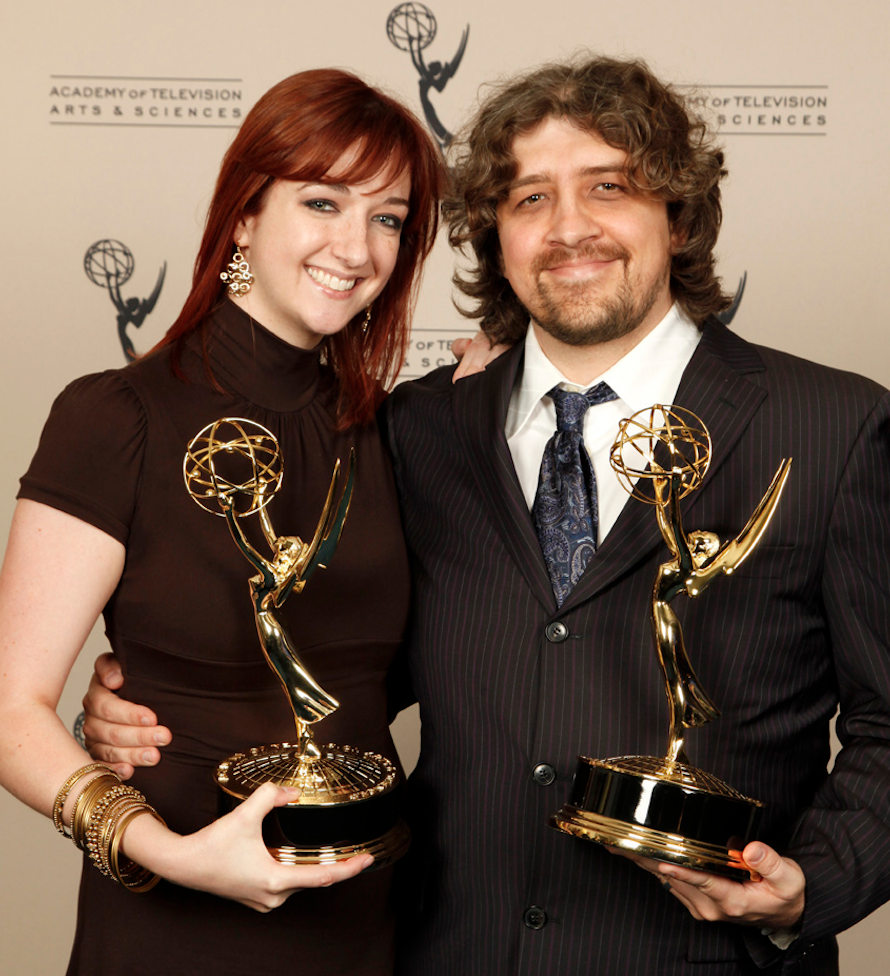
Craig McCracken y Lauren Faust en los Emmy Awards de 2008, por Foster's Home for Imaginary Friends.

Craig McCracken nació el 31 de marzo de 1971 en Charleroi, Pensilvania. A los siete años, su padre murió producto de cáncer de pulmón. Después, él y su familia se trasladaron a Whittier, California. 
Craig comenzó a interesarse en el dibujo a una edad temprana. Después de graduarse de la escuela, asistió al Instituto Californiano de Artes (CalArts), donde desarrolló sus habilidades de animación. Allí fue compañero de clase de Genndy Tartakovsky, con quien colaboró varias veces en el porvenir de su carrera. Durante su primer año, creó una serie de dibujos animados de corta duración con un personaje llamado No Neck Joe, que fueron recogidos por el Spike and Mike's Sick and Twisted Festival of Animation. Mientras que en CalArts, también creó un corto titulado Whoopass Stew!, que se convertiría en la base de The Powerpuff Girls. 
En 1993, Craig fue contratado por Cartoon Network para trabajar como director de arte de 2 Stupid Dogs, así como Tartakovsky en El Laboratorio de Dexter. Comenzó a producir, The Powerpuff Girls, que se estrenó como un corto en 1995 en What a Cartoon!, programa de dibujos animados a mitad de episodios de una hora en 1998. El programa ha ganado premios Emmy y Annie. 
En 2004, Foster's Home for Imaginary Friends comenzó a emitirse en Cartoon Network. Esta serie también ganó premios Emmy y Annie. En abril de 2008, se convirtió en productor ejecutivo de un nuevo proyecto de Cartoon Network llamado Cartoonstitute. 
Después de quince años de trabajo, renunció a Cartoon Network en diciembre de 2009, debido al cambio de enfoque del canal hacia la programación de acción en vivo. 
En 2013 regresó con su nueva creación, Galaxia Wander, realizada por Disney Television Animation y transmitida por Disney Channel (luego Disney XD). En enero de 2021, Netflix presentó Kid Cosmic, la primera caricatura de McCracken con un formato serializado, con diseños inspirados en los dibujos Hank Ketcham y Hergé, y ambientada en un pueblo desértico de Nuevo México.

## Vida personal
McCracken está casado con su compañera de animación, Lauren Faust, con quien tiene una hija. Han trabajado juntos en varias producciones. Se conocieron mientras trabajaban en la tercera temporada de The Powerpuff Girls.

## Filmografía

### Televisión
| Año         | Título                                | Papel                                                                                  | Notas                                  |
| ----------- | ------------------------------------- | -------------------------------------------------------------------------------------- | -------------------------------------- |
| 1993–1995   | Dos perros tontos                     | Director de arte y artista de guion gráfico.                                           |                                        |
| 1995        | Fantasma del Espacio de costa a costa | Él mismo                                                                               | Episodio: "President's Day Nightmare". |
| 1995–1997   | What a Cartoon!                       | Escritor, director y director artístico.                                               |                                        |
| 1995–1996   | Dumb and Dumber                       | Diseñador de personaje.                                                                |                                        |
| 1996–2003   | El laboratorio de Dexter              | Director, director artístico, diseñador de modelo y artista de guion gráfico.          |                                        |
| 1998 - 2005 | The Powerpuff Girls                   | Creador, productor ejecutivo, guionista y director.                                    |                                        |
| 2004 - 2009 | Foster's Home for Imaginary Friends   | Creador, productor ejecutivo, desarrollador, escritor, director y editor de artículos. |                                        |
| 2007–2010   | Chowder                               | Escritor y artista de guion gráfico                                                    | Episodio: "Los trajes de cumpleaños"   |
| 2008        | Uncle Grandpa                         | Productor ejecutivo                                                                    | Episodio: "Piloto"                     |
| 2009        | Regular Show                          | Productor ejecutivo                                                                    | Episodio: "Piloto"                     |
| 2010        | My Little Pony: Friendship Is Magic   | Un agradecimiento especial y diseñador de vestuario                                    |                                        |
| 2013 - 2016 | Galaxia Wander                        | Creador, Productor ejecutivo, Director, Guionista y actor de voz                       | Voces adicionales                      |
| 2021        | Kid Cosmic                            | Creador, Productor ejecutivo                                                           |                                        |

### Cine
| Año  | Título                        | Rol | Nota             |
| ---- | ----------------------------- | --- | ---------------- |
| 1992 | Whoopass Stew!                | Creador, director, guionista, y animador                                                                      | Película de TV   |
| 1997 | No Neck Joe                   | Creador, escritor y director (formado en 1990, fecha de los derechos reservados 1996)                         | Película de TV   |
| 1999 | Dexter's Laboratory: Ego Trip | Guionista | Película de TV   |
| 2002 | The Powerpuff Girls Movie     | Creador, guionista, director, productor ejecutivo, artista de guion gráfico y diseñador de personaje          | Película de cine |
| 2015 | The Powerpuff Girls Rule!!!   | Guionista, director, productor ejecutivo, editor de guion, artista de guion gráfico y diseñador de personajes | Película de TV   |